# Strandibalonius obscurus
Strandibalonius obscurus is een hooiwagen uit de familie Podoctidae. Een junior subjectief synoniem is Sitalces bacilliferus Müller 1917 in Roewer 1923. De originele naamcombinatie (protoniem) is Homibalonius obscurus Roewer 1915. Een volgende naamrecombinatie werd gepubliceerd als Metibalonius obscurus (Roewer 1915) in Goodnight & Goodnight 1957, dan later Strandibalonius gracilipes (Roewer 1915) in Kury et al. 2020. 